# Decatur (Tennessee)
Decatur is een plaats (town) in de Amerikaanse staat Tennessee, en valt bestuurlijk gezien onder Meigs County.

## Demografie
Bij de volkstelling in 2000 werd het aantal inwoners vastgesteld op 1395.
In 2006 is het aantal inwoners door het United States Census Bureau geschat op 1459, een stijging van 64 (4,6%).

## Geografie
Volgens het United States Census Bureau beslaat de plaats een oppervlakte van
6,6 km², geheel bestaande uit land. Decatur ligt op ongeveer 227 m boven zeeniveau.

## Plaatsen in de nabije omgeving
De onderstaande figuur toont nabijgelegen plaatsen in een straal van 28 km rond Decatur.